# INSOMAR
INSOMAR (Institutul Național pentru Studii de Opinie și Marketing) este o companie de cercetare de piață din România, controlată inițial de controversatul om de afaceri Sorin Ovidiu Vîntu.
A fost înființată în anul 1999.
Din 2011 este deținut de Cozmin Gușă și Maricel Păcuraru. 